# Distretto di La Coipa
Il distretto di La Coipa è uno dei sette distretti  della provincia di San Ignacio, in Perù. Si trova nella regione di Cajamarca e si estende su una superficie di 376,09 chilometri quadrati.

Istituito il 12 maggio 1965, ha per capitale la città di La Coipa; al censimento 2005 contava 18.422 abitanti.